# 올림픽 나우루 선수단
올림픽 나우루 선수단은 나우루 대표로 올림픽에 참가하는 선수단이다. 태평양의 섬나라 나우루는 1996년 애틀랜타 올림픽에서 처음으로 하계 올림픽에 참가했다. 206명으로 구성된 국제올림픽위원회(IOC) 회원국 중 인구가 가장 적은 국가다. 나우루는 주로 역도 전통으로 유명하며, 2012년 이전 올림픽에서 나우루 대표로 출전한 7명의 선수는 모두 역도 선수였다.
빈손 데테나모(Vinson Detenamo)의 지도 아래 1990년대 초 나우루에서 올림픽 운동이 시작되었다. 올림픽위원회는 1991년에 설립되었고 같은 해에 국제올림픽위원회(IOC)와의 회담이 시작되었다. 1994년 5월 나우루는 IOC 가입을 제안했고, 1994년 9월에는 승인을 받아 1996년 올림픽 참가의 길을 열었다.
나우루 선수들이 올림픽에 참가한 것은 1996년이 처음은 아니었다. 1990년 영연방 대회에서 우승한 역도 선수 마커스 스티븐(Marcus Stephen)은 1992년 대회에 출전하기 위해 사모아 시민권을 청원했다. 스티븐은 1996년과 2000년 올림픽에서 나우루를 대표해 경쟁했으며, 2000년 62kg 부문에서 11위를 차지했다. 2009년에 그는 나우루 국가 올림픽 위원회 회장으로 빈슨 데테나모를 대신했다.
폴 코파(Paul Coffa)는 오세아니아 역도 연맹의 역도 코치이며 1994년부터 나우루의 올림픽 코치를 맡아왔다.